# 検査体積
検査体積（けんさたいせき）とは、流れの中にある物体の運動量を計算するために用いる領域。コントロールボリュームとも呼ばれる。この領域は運動量を求める物体の体積より十分に大きく、この運動量を計算することにより物体に働く力を求めることができる。具体的には、検査体積内に出入りする流体の体積について、x軸方向・y軸方向・z軸方向のそれぞれに関して方程式を立て、その和が0になるようにする。これは、3方向のいずれにおいても、検査体積に入る気体の量と検査体積から出る気体の量は同じであり、検査体積内で流体が生成・消滅しないことを表現している。この方程式は非圧縮性流体の流れについて考えるための基礎方程式の一つである。熱流体解析では解析する領域を検査体積に分けて考えることになる。